# Milos Deyl
Miloš Deyl ( 1906 - 1985 ) fue un botánico, curador de museo checo.

## Algunas publicaciones

### Libros
- 1946.  Plants, Soil, and climate of Pop Ivan: Synecological study from Carpathian Ukraina (Opera botanica Cechica). Ed. Kruh mladych ceskych botaniku. 296 pp.
- 1946.  Study of the genus Sesleria (Opera botanica cechica). Ed. Ceskoslovenska Botanicka Spolecnost. 256 pp.

## Honores

### Epónimos
Especies
- (Poaceae) Sesleria deyliana Á.Löve & D.Löve[1]

- (Asteraceae) Hieracium deylii  Mráz[2]

- (Lamiaceae) Thymus × deylii F.Weber[3]

- (Poaceae) Poa deylii Chrtek & V.Jirásek[4]

- (Ranunculaceae) Trollius deylii (Chrtek) Tzvelev[5]

- (Rosaceae) Alchemilla deylii Plocek ex Soják[6]

- (Thymelaeaceae) Daphne × deylii Halda[7]
- La abreviatura «Deyl» se emplea para indicar a Milos Deyl como autoridad en la descripción y clasificación científica de los vegetales.[8]